# Liverpoolská metropolitní katedrála
Liverpoolská metropolitní katedrála neboli Metropolitní katedrála Krista Krále (Liverpool Metropolitan Cathedral, Metropolitan Cathedral of Christ the King) je římskokatolická katedrála v anglickém městě Liverpoolu. Je sídlem Arcidiecéze Liverpool.

## Historie

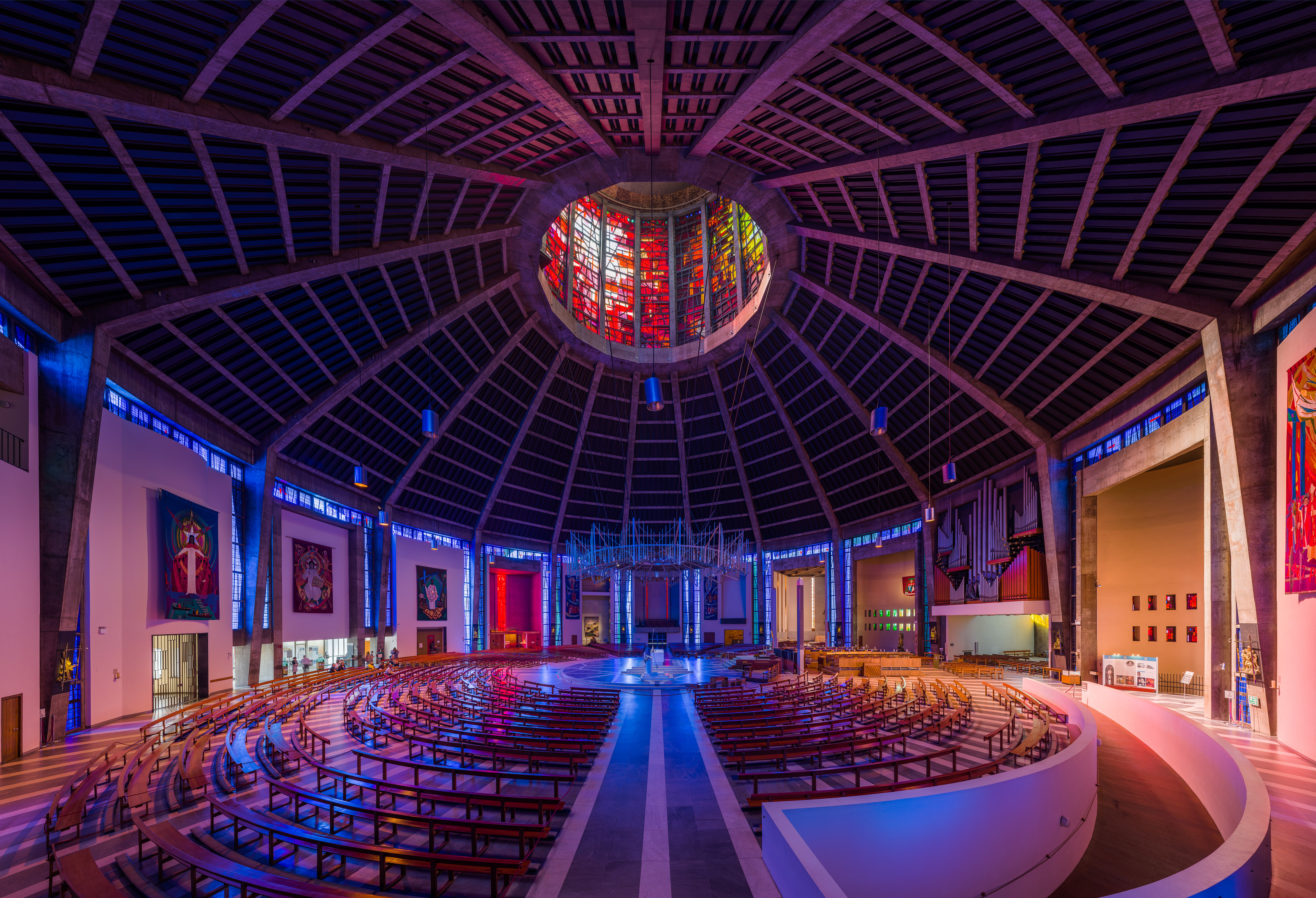
Interiér katedrály

V devatenáctém století se v Liverpoolu usadilo mnoho Irů prchajících před hladomorem a většina z nich vyznávala katolickou víru. V roce 1850 byla vydána papežská bula Universalis Ecclesiae, která zřídila úřad liverpoolského biskupa. Původně sloužil biskup mše v mariánské kapli (zbořené v osmdesátých letech dvacátého století), až v roce 1930 byl ze sbírky mezi farníky zakoupen pozemek  pro stavbu katedrály v lokalitě Brownlow Hill. Edwin Lutyens navrhl monumentální budovu, jejíž kupole měla svými rozměry překonat i římskou baziliku svatého Petra. Stavba byla zahájena v roce 1933, avšak práci přerušila druhá světová válka. V roce 1958 byla dokončena krypta, pak se arcibiskup William Godfrey rozhodl od Lutyensova projektu z finančních důvodů upustit a vypsat novou soutěž na dostavbu, kterou vyhrál architekt Frederick Gibberd. Katedrála byla vysvěcena 14. května 1967, její podoba byla inspirována trnovou korunou a měla ilustrovat závěry druhého vatikánského koncilu.

## Popis
Kontroverzní modernistická budova ve tvaru komolého kužele se šestnácti vnějšími pilíři získala přezdívku „Paddyho vigvam“. Katedrála je vysoká 84,9 metru, je postavena z betonu a skla. Interiér je tvořen mramorem dovezeným ze Severní Makedonie. Autorkou oltářního krucifixu je Elisabeth Frinková, vitrážová okna navrhli John Piper a Patrick Reyntiens. Varhany vyrobila londýnská firma J. W. Walker & Sons Ltd.